# Mauro
Mauro, efternamn och manligt förnamn.

## Statistik
Den 31 december 2007 fanns det 180 män i Sverige med namnet som förnamn, 132 av dessa hade det som tilltalsnamn/förstanamn. Det fanns 21 personer med namnet som efternamn.

## Personer med Mauro som förnamn
- Mauro Baldi, italiensk racerförare
- Mauro Camoranesi, argentinsk-italiensk fotbollsspelare
- Mauro Esposito, italiensk fotbollsspelare
- Mauro Forghieri, italiensk bildesigner och teknisk chef för formel 1-stallet Ferrari
- Mauro Giuliani, italiensk kompositör
- Mauro Malavasi, italiensk låtskrivare och musikproducent
- Mauro Ivan Obolo, argentinsk fotbollsspelare
- Mauro Ramos de Oliveira, brasiliansk fotbollsspelare
- Mauro Scocco, svensk musiker
- Mauro Urquijo, colombiansk skådespelare

## Personer med Mauro som efternamn
- Fra Mauro, italiensk munk och kartritare